# Eternal reality
「eternal reality」（エターナル・リアリティ）は、日本の音楽ユニット・fripSideの楽曲で、第2期7作目（通算8作目）のシングル。

## 概要
fripSideのシングルとしては前作「sister's noise」から3か月ぶり、2013年2作目のリリースとなる。
本曲は、テレビアニメ『とある科学の超電磁砲S』の後期オープニングテーマに使用された。八木沼は制作を依頼するに当たり、まず小室に同アニメの世界観を説明した上でそれに合った楽曲にするよう頼んだという。その後小室から送られた楽曲ファイルを八木沼がアレンジし、それに小室がシンセサイザーの手弾きを数トラック追加した上で完成された。しかし仮に八木沼が作曲したメロディを小室がアレンジしていたらコラボレーションは上手くいかなかったと語っている。また、南條愛乃はA・Bメロとサビで音色が異なるためレコーディング当日までどう歌うか悩んでおり、レコーディング時も小室が制作したメインメロディがfripSideっぽくなかったので苦労したという。タイトルは作中の用語である「パーソナルリアリティ」から取られており、美琴が友情や絆を育むことで永遠の存在になってほしいという想いを込めて付けられた。
PVは横浜周辺やビルの屋上(みなとみらいグランドセントラルタワー)で撮影され、部分的に空撮シーンも含まれている。ちなみに同ビデオにもゲストとして小室が出演している。
シングルは初回限定盤（GNCA-0306）・通常盤（GNCA-0307）・初回限定アニメ盤（GNCA-0305）の3種リリースで、初回限定盤とアニメ盤には本曲のPV、メイキング、TVスポット、2013年3月22日にSHIBUYA O-EASTで行われたリスアニ!CIRCUIT Vol.03の模様を収録したDVDが同梱されている。初回限定盤と初回限定アニメ盤でジャケットやカップリング曲が違っており、初回限定盤・通常盤にはジャケットにこれまでのシングル作品において初めてfripSide本人の写真が使用されている。またアニメ盤のジャケットイラストには当アニメの主人公である御坂美琴と白井黒子が描かれている。
初回限定盤の2曲目「scorching heart」は、南條曰く「真夏の焦げるような印象の曲」で、デモを渡された時点で猛暑を表した曲にしようと思ったという。なお歌詞を書き上げる際は前向きさを前面に出して制作された。
アニメ盤の2曲目「waiting for the moment」は南條の作詞で、南條本人は「温度的には冷たい曲なので、落ち込んだ時に誰かが助けてくれる歌詞にしようと考えて書いた」と述べている。八木沼によれば「妹達編」（妹達と書いてシスターズと呼称）の美琴とどことなく似ているという。

## 収録曲

### 初回限定盤・通常盤
| #         | タイトル                           | 作詞       | 作曲                     | 編曲                     | 時間  |
| --------- | ---------------------------------- | ---------- | ------------------------ | ------------------------ | ----- |
| 1.        | 「eternal reality」                | 八木沼悟志 | 小室哲哉、八木沼悟志     | 八木沼悟志               | 3:54  |
| 2.        | 「scorching heart」                | 南條愛乃   | 八木沼悟志、Kai Kawasaki | 八木沼悟志、Kai Kawasaki | 4:39  |
| 3.        | 「eternal reality -instrumental-」 |            |                          |                          | 3:54  |
| 4.        | 「scorching heart -instrumental-」 |            |                          |                          | 4:38  |
| 合計時間: | 合計時間:                          | 合計時間:  | 合計時間:                | 合計時間:                | 17:07 |

| #  | タイトル                                                                          | 作詞 | 作曲・編曲 |
| -- | --------------------------------------------------------------------------------- | ---- | ---------- |
| 1. | 「eternal reality （PV）」                                                        |      |            |
| 2. | 「PV making」                                                                     |      |            |
| 3. | 「SPOT -In Stores Now ver.-」                                                     |      |            |
| 4. | 「sister's noise (LIVE) （2013.3.22 @SHIBUYA O-EAST "リスアニ!CIRCUIT Vol.03"）」 |      |            |

### 初回限定アニメ盤
| #         | タイトル                           | 作詞       | 作曲                 | 編曲       | 時間  |
| --------- | ---------------------------------- | ---------- | -------------------- | ---------- | ----- |
| 1.        | 「eternal reality」                | 八木沼悟志 | 小室哲哉、八木沼悟志 | 八木沼悟志 | 3:53  |
| 2.        | 「waiting for the moment」         | 南條愛乃   | 八木沼悟志           | 八木沼悟志 | 4:27  |
| 3.        | 「eternal reality -TV size-」      |            |                      |            | 1:32  |
| 4.        | 「eternal reality -instrumental-」 |            |                      |            | 3:51  |
| 合計時間: | 合計時間:                          | 合計時間:  | 合計時間:            | 合計時間:  | 13:44 |

| #  | タイトル                                                                                       | 作詞 | 作曲・編曲 |
| -- | ---------------------------------------------------------------------------------------------- | ---- | ---------- |
| 1. | 「eternal reality (PV) -anime ver.＜short size＞-」                                            |      |            |
| 2. | 「Special Interview」                                                                          |      |            |
| 3. | 「SPOT -In Stores Now ver.-」                                                                  |      |            |
| 4. | 「sister's noise （TVアニメ「とある科学の超電磁砲S」オープニングテーマ -ノンテロップ ver.-）」 |      |            |
| 5. | 「sister's noise (LIVE) （2013.3.22 @SHIBUYA O-EAST "リスアニ!CIRCUIT Vol.03"）」              |      |            |

## 参加ミュージシャン
fripSide
- 八木沼悟志：Synthesizer & Programming (全曲)
- 南條愛乃：Vocal (#1,全盤#2)

Additional Musician
- a2c：Guitar (#1,初回限定アニメ盤2)
- 戸口田隆広：Guitar (初回限定盤・通常盤#2)
- 小室哲哉：Synthesizer (#1)
- 川﨑海：Synthesizer (初回限定盤・通常盤#2)

## 収録アルバム
- infinite synthesis 2 (#1,全盤#2)
- the very best of fripSide 2009-2020 (#1)